# Матида Зельвия
«Матида Зельвия» (яп. 町田ゼルビア Матида Зерубия, англ. Machida Zelvia) — японский футбольный клуб из города Матида, в настоящий момент выступает Джей-лиге.
Клуб был основан в 1977 году, но до 1989 года, не имел взрослой команды, имея при этом одну из лучших в Японии футбольную школу. В 2008 году клуб занял первое место в региональной лиге, и получил право с 2009 года играть в Японской футбольной лиге. В 2011 году «Матида Зельвия» заняла третье место в чемпионате Японской футбольной лиги, и получила право в 2012 году дебютировать во втором дивизионе Джей-лиги. Домашние матчи команда проводит на стадионе «Матида GION», вмещающем 15 489 зрителя. Слово «Зельвия» в названии клуба это словослияние слов «Зельква» (символ Матиды) и «Сальвия» (шалфей, который зачастую используют на футбольных газонах).